# Americabaetis alphus
Americabaetis alphus es una especie de insectos, una efímera de la familia Baetidae.

## Distribución
Habita en Argentina, Bolivia, Brasil, Chile, Colombia, Nicaragua y Paraguay. En Chile se le puede encontrar en las regiones de Coquimbo, Valparaíso y Metropolitana de Santiago.